# Обанінська сільська рада
Оба́нінська сільська рада (рос. Обанинский сельский совет) — сільське поселення у складі Куртамиського району Курганської області Росії.
Адміністративний центр — село Обаніно.
30 травня 2018 року до складу сільського поселення були включені території ліквідованих Закоуловської сільської ради (село Закоулово, присілки Гризаново, Курмиші, Язево, площа 239,51 км²) та Каминської сільської ради (село Каминське, присілок Біле, площа 210,65 км²).
Населення сільського поселення становить 1387 осіб (2017; 1763 у 2010, 2799 у 2002).

## Склад
До складу сільського поселення входять:
| Населений пункт     | Населення, осіб (2002) | Населення, осіб (2010) |
| ------------------- | ---------------------- | ---------------------- |
| Біле, присілок      | 80                     | 30                     |
| Гризаново, присілок | 29                     | 12                     |
| Закоулово, село     | 538                    | 305                    |
| Каминське, село     | 775                    | 482                    |
| Кисле, присілок     | 154                    | 92                     |
| Курмиші, присілок   | 133                    | 88                     |
| Обаніно, село       | 578                    | 490                    |
| Прирічна, присілок  | 65                     | 39                     |
| Язево, присілок     | 188                    | 102                    |
| Ярки, присілок      | 259                    | 123                    |